# Operation Speedy Express
Schlacht um Tua Hai (1960) – Schlacht um Ap Bac (1963) – Schlacht von Nam Dong (1964) – Tonkin-Zwischenfall (1964) – Operation Flaming Dart (1965) – Operation Rolling Thunder (1965–68) – Schlacht von Dong Xoai (1965) – Schlacht im Ia-Drang-Tal (1965) – Operation Crimp (1966) – Operation Hastings (1966) – Schlacht von Long Tan (1966) – Operation Attleboro (1966) – Operation Cedar Falls (1967) – Schlacht um Hügel 881 (1967) – Schlacht bei Dak To (1967) – Schlacht um Khe Sanh (1968) – Tet-Offensive (1968) – Schlacht um Huế (1968) – Operation Speedy Express (1968/69) – Operation Dewey Canyon (1969) – Schlacht am Hamburger Hill (1969) – Operation Menu (1969/70) – Operation Lam Son 719 (1971) – Schlacht um FSB Mary Ann (1971) – Schlacht um Quảng Trị (1972) – Operation Linebacker (1972) – Operation Linebacker II (1972) – Schlacht von Xuan Loc (1975) – Operation Frequent Wind (1975)
Operation Speedy Express war eine Militäroperation der USA in den damaligen Mekong-Delta-Provinzen Kiến Hòa (jetzt Bến Tre) und Vĩnh Bình während des Vietnamkrieges. Die Operation dauerte von Dezember 1968 bis 31. Mai 1969 und wurde von der 9th Infantry Division unter dem Kommando von General Julian J. Ewell ausgeführt.
Die USA setzten 8.000 Infanteristen, 50 Geschütze und 50 Helikopter ein, unterstützt von massiven Bombardierungen aus der Luft. Während der ca. 6 Monate andauernden Operation wurden von der Air Force 3.381 taktische Einsätze mit Kampfbombern geflogen.
Operation Speedy Express sollte nach Angaben von US-Regierungsvertretern zur Befreiung der vietnamesischen Bevölkerung von der politischen Kontrolle durch die Nationale Front für die Befreiung Südvietnams führen. Die statistischen Zahlen sowie Aussagen von Zeugen, 1972 von Investigativ-Reporter Kevin Buckley publiziert, machen deutlich, dass überwiegend Zivilisten getötet wurden. Obwohl man 10.899 Opfer als Feinde klassifiziert hatte, wurden lediglich 748 Waffen beschlagnahmt. Vietcong-Kämpfer waren hingegen praktisch ausnahmslos gut bewaffnet.
Die Anzahl der getöteten Zivilisten lag nach konservativen Schätzungen bei 5.000 bis 7.000.